# Mimosa (koktejl)
Mimosa je koktejlový nápoj, tvořený smícháním jednoho podílu šampaňského (či jiného sektu) a jednoho podílu důkladně vychlazeného pomerančového džusu. Tradičně se servíruje ve sklenici určené pro šampaňské k brunchi. Oblíbený je jako lék na ranní kocovinu. Také se často podává hostům na svatbách. Buck's Fizz je podobný koktejl, ovšem tentokrát se mísí dva podíly šampaňského a jeden pomerančového džusu.
Existuje i varianta Grand Mimosa, kdy se do koktejlu kápne trošku francouzského likéru Grand Marnier.